# Okean Elzy
Okean Elzy (en ukrainien : Океан Ельзи, en français « L'Océan d'Elsa ») est un groupe de rock ukrainien fondé en 1994 à Lviv dans l'ouest du pays. Sa figure phare, Sviatoslav Vakartchouk, est un des artistes rock les plus populaires de son pays.
Alors que certains artistes ukrainiens préfèrent chanter en russe pour toucher un plus large public, il a toujours mis un point d'honneur à s'exprimer en ukrainien, ce qui n'a pas empêché un succès important en Russie et en Biélorussie. Il avoue d'ailleurs avoir pour but de « faire mieux connaître l'Ukraine dans le monde entier » et en avoir assez que son pays ne soit connu qu'à travers la catastrophe de Tchernobyl ou quelques idoles du sport.
Musicalement, ses influences proviennent du rock occidental : il a grandi en écoutant les Beatles, les Rolling Stones, Pink Floyd, Queen ou Led Zeppelin. Il puise également ses influences dans le jazz ou la musique traditionnelle ukrainienne.
Le groupe a pris part activement à la révolution orange de fin 2004 qui a porté au pouvoir Viktor Iouchtchenko. Il s'est produit publiquement plusieurs jours de suite place de l'Indépendance à Kiev. Son charismatique chanteur, Sviatoslav Vakartchouk, a déclaré à cette occasion qu'il s'agissait « du moment le plus important de l'histoire de l'Ukraine ».
L'essentiel des chansons du groupe tournent autour de thèmes sentimentaux (Янанебібув, jétaisdansleciel ; Квітка, fleur ; Віддам, [je te] rendrai), mais quelques compositions, surtout parmi les plus récentes, expriment des positions politiques encore assez simples dans la mouvance de la révolution orange (Вставай, debout ; Веселі, брате, часи настали, Frère, l'heureuse heure est venue).
Le chanteur Sviatoslav Vakartchouk notamment est engagé sur le front en fin avril 2022 à Barvinkove.

## Formation
- Sviatoslav Vakartchouk (chant, auteur-compositeur)
- Petro Tchernavsky (guitare)
- Denys Doudko (basse)
- Denys Hlinine (percussions)
- Miloš Jelić (claviers, arrangements)
- Vladimir Opsenica (guitare)

## Discographie

### Albums studios
- Там, де нас нема (Tam, dé nas néma, Là où nous ne sommes pas, 1998)
- Янанебібув (Iananébibouv, Jétaisdansleciel, 2000)
- Модель (Model, 2001)
- Суперсиметрія (Supersymétrie, 2003)
- GLORIA (2005)
- Міра (Mira, Mesure, 2007)
- Dolce vita (2010)
- Земля (Zémlia, Terre, 2013)
- Без меж (Bez mej, Sans limites, 2016)
- Той день (Toi den[b], Ce jour, 2024)
- Lighthouse (2024)